# Phosphure de magnésium
Le phosphure de magnésium est un composé du phosphore et du magnésium, de formule Mg3P2.